# Добросельское сельское поселение
Добросе́льское се́льское поселе́ние — упразднённое муниципальное образование в составе Монастырщинского района Смоленской области России. Административный центр — деревня Доброселье. Включало 24 населённых пункта.
Образовано 2 декабря 2004 года.
Законом Смоленской области от 28 мая 2015 года включено в состав Татарского сельского поселения .

## Географические данные
- Общая площадь: 139,4 км²
- Расположение: южная часть Монастырщинского района
- Границы:
  - на северо-востоке — с Александровским сельским поселением
  - на востоке — с Любавичским сельским поселением
  - на юге — с Беларусью
  - на западе — с Татарским сельским поселением
  - на северо-западе — с Новомихайловским сельским поселением.
- По территории поселения протекают реки Вихра, Молоховка.
- Проходит автодорога Монастырщина-Татарск.

## Население
В состав поселения входили следующие населённые пункты:
- Доброселье, деревня — административный центр
- Большой Рай, деревня
- Веревна, деревня
- Внуково, деревня
- Зубовщина, деревня
- Каманы, деревня
- Кисловичи, деревня
- Красная Раевка, деревня
- Крупец, деревня
- Куровщина, деревня
- Малый Рай, деревня
- Моксаево, деревня
- Наземки, деревня
- Обидовка, деревня
- Пепелевка, деревня
- Полом, деревня
- Подерни, деревня
- Пузырево, деревня
- Раевка, деревня
- Свекровщина, деревня
- Слобода, деревня
- Сосонник, деревня
- Холм, деревня
- Шишково, деревня

Общая численность населения — 700 человек.